# Microgloma guilonardi
Microgloma guilonardi is een tweekleppigensoort uit de familie van de Yoldiidae. De wetenschappelijke naam van de soort is voor het eerst geldig gepubliceerd in 1993 door Hoeksema.